# Minnesotafloden

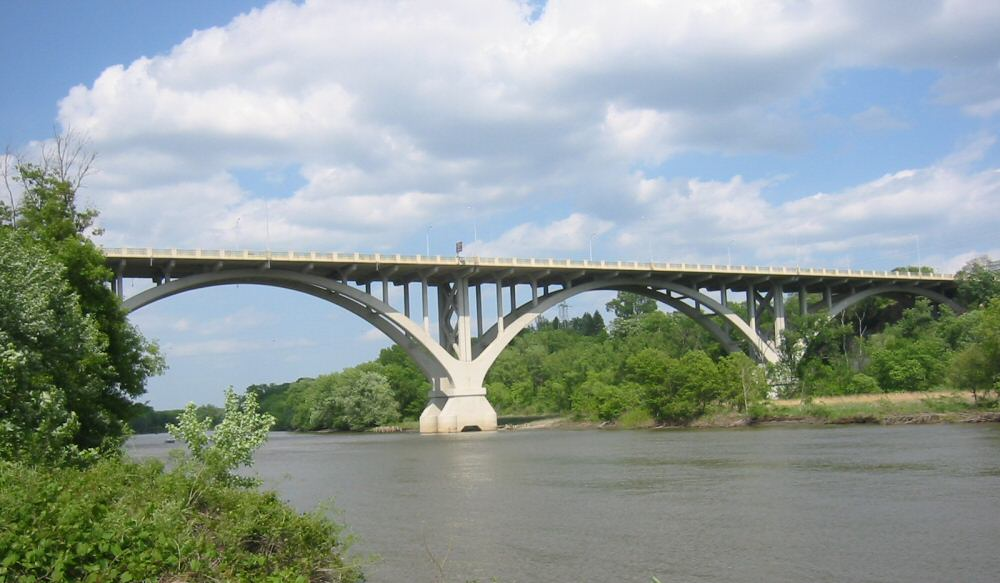
Minnesotaflodens mynning vid bron i Mendota.

Minnesota River är en ca 534 km lång biflod till Mississippifloden. Den har sitt ursprung i Big Stone Lake och når Mississippi nära Fort Snelling, strax söder om tvillingstäderna Minneapolis och St. Paul.
Flodens namn är dakotaspråkigt och betyder "rökigt vatten".